# Triglops dorothy
Triglops dorothy és una espècie de peix pertanyent a la família dels còtids.

## Descripció
- El mascle fa 14,8 cm de llargària màxima i la femella 15,5.
- Nombre de vèrtebres: 45-47.[4]

## Hàbitat
És un peix marí, demersal i de clima temperat que viu entre 73 i 117 m de fondària.

## Distribució geogràfica
Es troba al Pacífic nord-occidental: el sud del mar d'Okhotsk i Hokkaido (Japó).

## Observacions
És inofensiu per als humans.